# El Grinch
El Grinch és un personatge de ficció creat pel Dr. Seuss. La seva primera aparició va ser en el llibre infantil de 1957, Quan el Grinch va robar el Nadal!. Després en 1966 va reaparèixer en un especial de televisió amb el mateix nom basat en el llibre, produït per MGM Animation/Visual Arts Studio i dirigit per Chuck Jones.
En 1977, Seuss respon a les peticions dels seus fans de crear més històries sobre El Grinch, i és per això que escriu Halloween Is Grinch Night, un especial de Halloween per la CBS. Tal com la seva predecessora, aquesta seqüela va ser premiada amb un Emmy. En 1982, Marvel produeix el curt The Grinch Grinches the Cat in the Hat, el qual va ser coproduït pel Dr. Seuss, sota el seu veritable nom, Ted Geisel. Aquesta tercera aparició del personatge va generar altres dos premis Emmy.

## General
El Grinch és considerat un símbol de Nadal, com una paròdia del que produeix el comercialisme de la festa. El personatge fa referència al consumisme predominant i la preocupació només pel material, deixant de costat el significat espiritual de Nadal. Fora del període nadalenc el terme "Grinch" sol ser sinònim de grouchy ("rondinaire").

## How the Grinch Stole Christmas!(1992)
En 1992 es va fer una altra versió, en la qual Walter Matthau va fer la narració i la veu del Grinch.

## Pel·lícula de 2000
En 2000 es va estrenar una pel·lícula amb actors reals, dirigida per Ron Howard i protagonitzada per Jim Carrey interpretant al personatge, que va tenir un gran èxit de taquilla. Malgrat el seu èxit, va rebre moltes crítiques negatives.

## Musical
Es va estrenar un musical a Broadway en 2006 amb Patrick Page en el paper de El Grinch. A partir de 2008, Page fou substituït per Stefán Karl Stefánsson.

## Aparicions del Grinch
- Llibre, pel·lícula de televisió[4] i pel·lícula[5]
- Halloween Is Grinch Night
- The Grinch Grinches the Cat in the Hat [6]
- Videojoc basat en la pel·lícula[7]